# 泰国王室旗帜

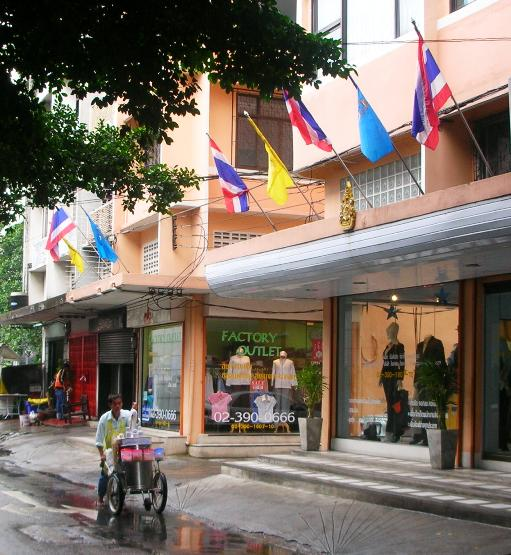
王室旗帜通常与泰国国旗显现在曼谷的一条街道上。

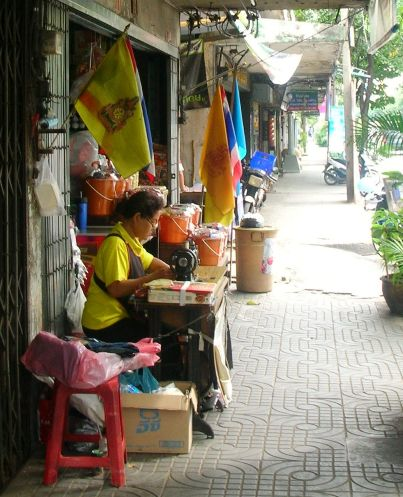
泰国一家挂有旗帜的店铺

泰国王室旗帜通常是在泰国飘扬的国旗和纪念国王以及泰国王室的旗帜。不同于只在特殊仪式和特定地点展示的皇家标准旗，王室旗帜在泰国各地随处可见。但在泰国国外这些旗帜并不常见。

## 描述
主要的王室旗帜是泰国国王玛哈·哇集拉隆功，被称为“十世王”（拉玛十世）。前国王普密蓬·阿杜德和诗丽吉王太后的旗帜仍被广泛使用。这些旗帜有各自的颜色和王室标志。王室的其他成员如玛哈·扎克里·诗琳通公主和朱拉蓬·瓦莱岚公主也有他们自己的旗帜，但是这些旗帜并不常见，除非在他们亲自领导的仪式上。
王室旗帜不仅能正式使用，但也能非正式使用。她们由任何社会阶层或背景的泰国公民在任何地点中展示，通常都在泰国国旗旁边，以向国王表示敬意。尊崇王室是泰国文化的一个特色。
这些旗帜在泰国的每个城镇和村庄的大多数小商店和杂货店出售。她们有许多不同的尺寸，通常符号只印在旗帜的一面。

## 国王旗
国王旗为代表星期一的黄色，即国王生日的颜色。中间总有一个符号。有多种符号，但最近大多数国王旗都有不同的符号，如纪念普密蓬国王80岁寿辰的符号或纪念普密蓬国王登基60周年的符号。
两者旗帜中心的标志都非常复杂，涉及佛教图形和古代王室的权威象征，例如多层的白伞盖。 国王的符号总是顶着王冠。有时光线会从冠顶中发出，这些也是王室符号的一个元素。 在标志的简化版本中，中心符号可以简单地用红色标出。
黄色是泰国国王的颜色（与前国王同于星期一出生）。 许多泰国人喜欢穿黄色衬衫作为对国王的非正式敬意，尤其是在他出生那天的星期一。

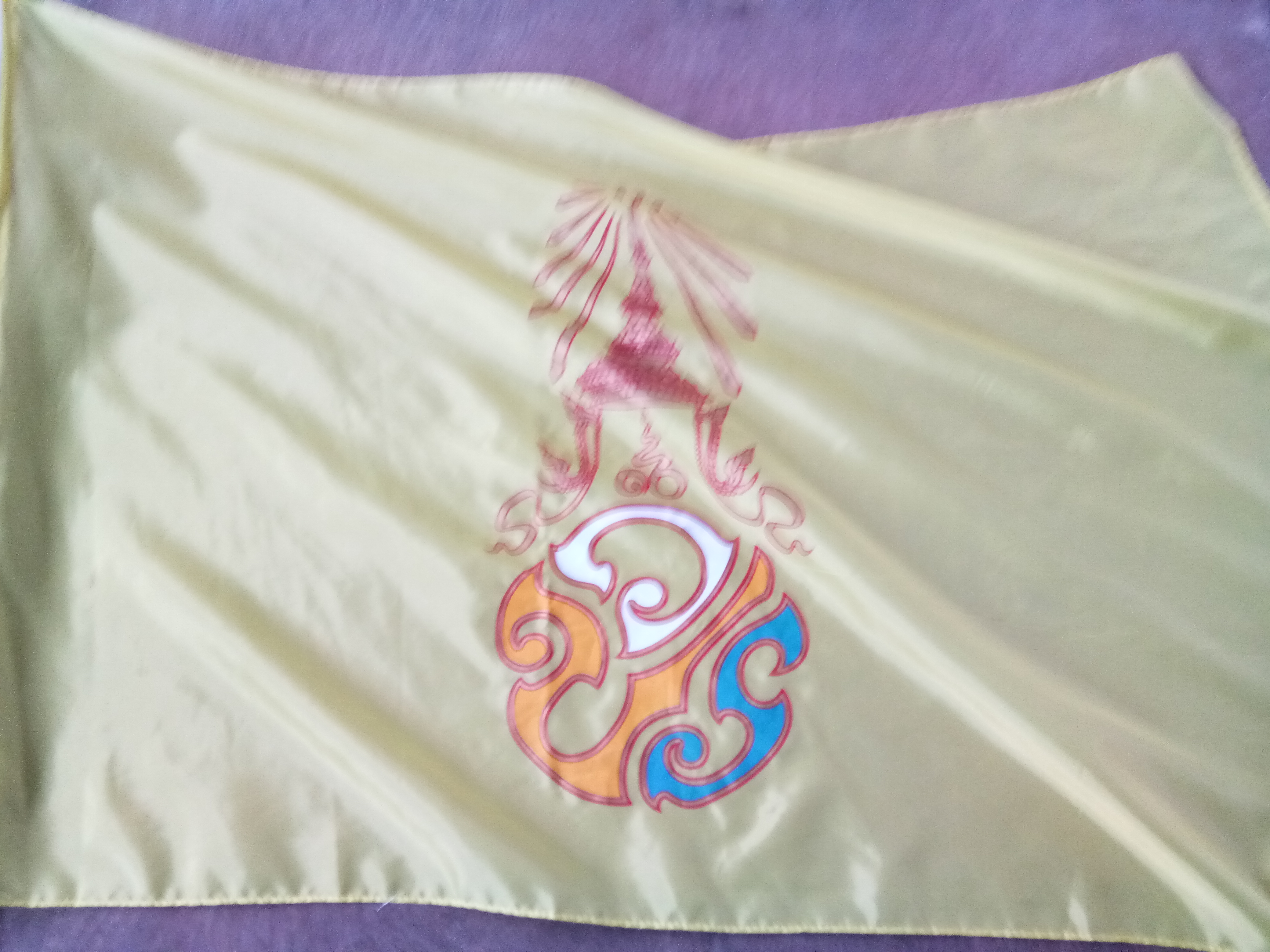
玛哈·哇集拉隆功国王的旗帜，位于Mea Sia警察局。
普密蓬·阿杜德国王的旗帜，带有王室记号“ภ.ป.ร.”和王冠。
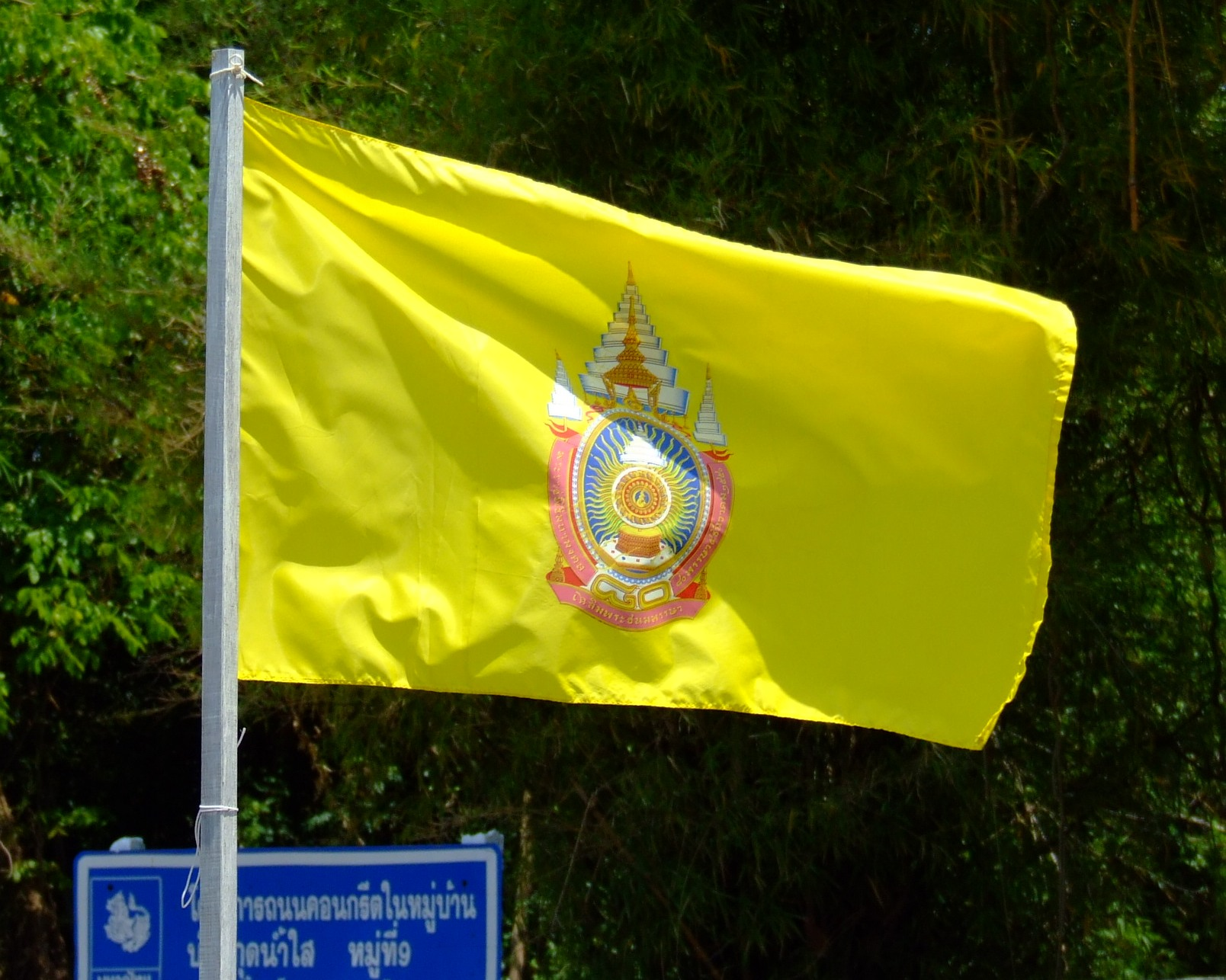
普密蓬国王80寿辰标志的旗帜，2007年。
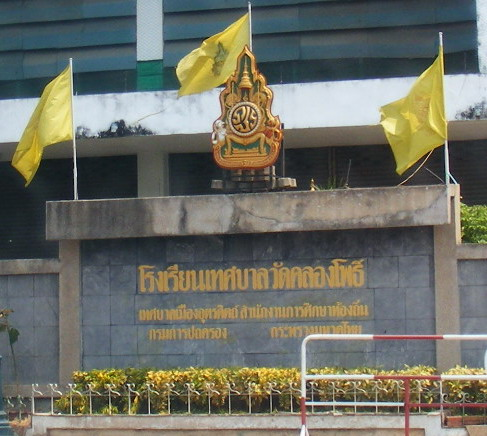
装饰纪念普密蓬·阿杜德国王加冕60周年象征的国王旗

## 王太后旗
王太后的旗帜呈蓝色，是她出生于星期五的代表色。不同于国王旗，她的旗帜在中间总是有相同的符号。符号是她的首字母缩写，白色字母与深蓝色字母交织在一起，在黄色或金色王冠下方，有时带有粉红色卷轴，下面是泰文字（如“懿寿千秋”字样）。在旗帜的简化版本中，这个符号可以简单地在蓝色的底上用白色勾勒出来。这面旗帜主要显现在王太后出生的8月份左右。

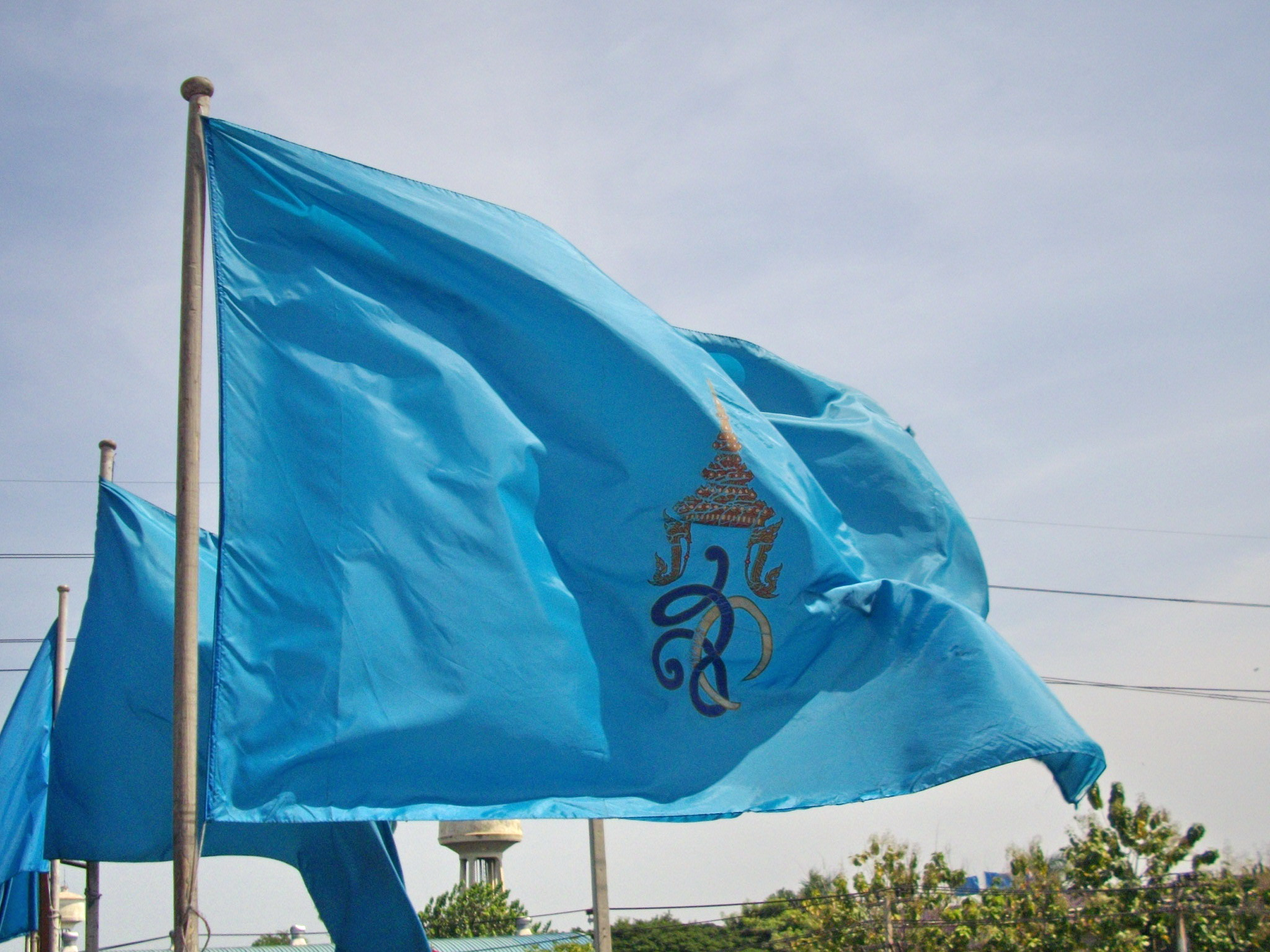
泰国王后诗丽吉的旗帜，蓝色旗帜中王冠下面带有她的首字母“ส.ก.”。
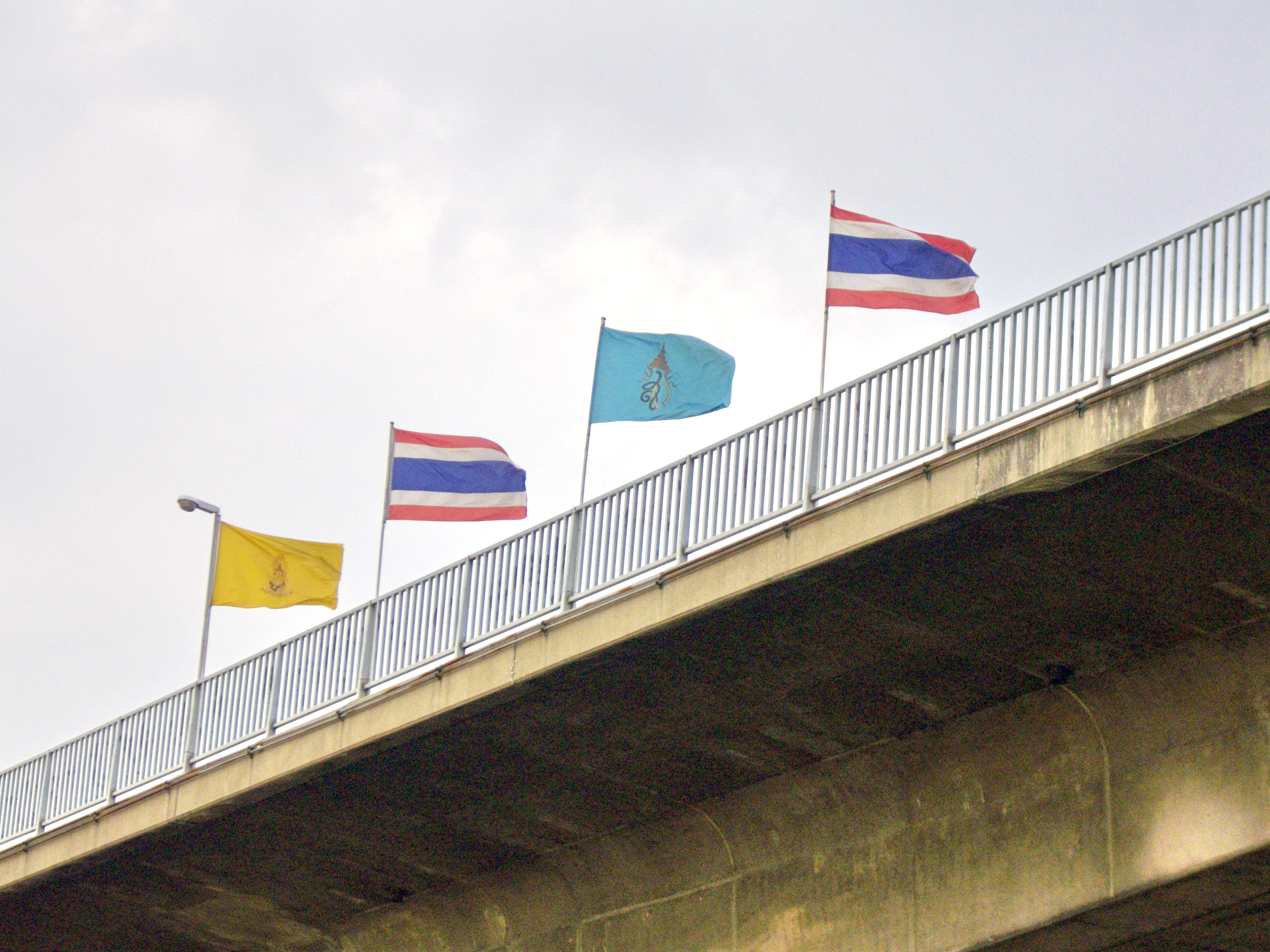
诗丽吉王后旗、国王旗和泰国国旗。
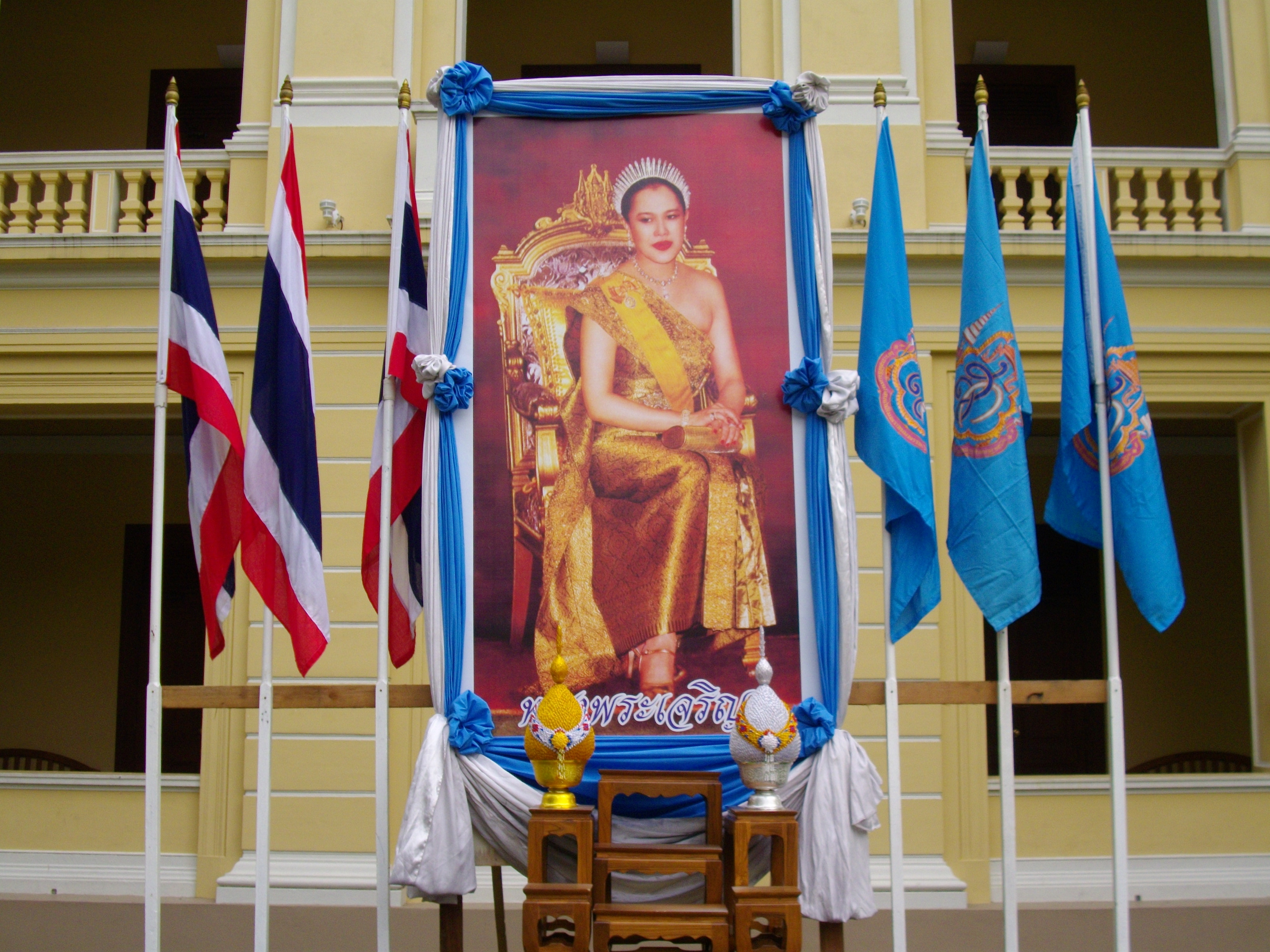
诗丽吉王后的御照，旁边有泰国国旗和她2004年72寿辰纪念的旗帜。

## 王室旗帜列表
| 王室旗 | 标志 | 使用对象             | 细节 |
| ------ | ---- | -------------------- | --- |
|        |      | 玛哈·哇集拉隆功国王  | 黄色背景，因国王是星期一出生。中间描绘上有王冠的王室标记（由白色字母“ว”、黄色字母“ป”和浅蓝色字母“ร”组成），中间是泰文数字“๑๐”（10）。2016年12月1日登基时启用。 |
|        |      | 苏提达王后           | 紫色背景，因王后是星期六出生，中间是苏提达王后的王室标记（由紫色字母“ส”和黄色字母“ท”组成彩带状图案），上有王冠。标志于2019年5月22日公布。                      |
|        |      | 诗丽吉王太后         | 蓝色背景（王太后的生日色），中间是诗丽吉王太后的王室标记（由深蓝色字母“ส”和白色字母“ก”组成彩带状图案），上有王冠。于1950年启用。                               |
|        |      | 诗琳通公主           | 紫色背景（公主的生日色），中间为王室标记（由深紫色字母“ส”和白色字母“ธ”组成重叠图案），上有简化的王冠。于1977年启用。                                           |
|        |      | 朱拉蓬公主           | 橙色旗帜（公主的生日色），中间为王室标记（由橘红色字母“จ”和白色字母“ภ”组成重叠图案，并有蓝色彩带交叉），上有简化的王冠。于1982年启用。                         |
|        |      | 乌汶叻公主           | 红色旗帜（公主的生日色），中间为王室标记（由红色字母“อ”和白色字母“ร”组成圆形图案），顶部无简化王冠。于2001年启用。                                             |
|        |      | 颂莎瓦丽王妃         | 紫色旗帜（王妃的生日色），中间为王室标记（由深紫色字母“ส”和白色字母“ส”组成彩带状图案），上有佛教和印度教神圣标志“Unalome”。于1977年启用。                      |
|        |      | 帕差拉吉帝雅帕长公主 | 橙色旗帜（公主的生日色），中间为王室标记（由橘红色字母“พ”和黄色字母“ภ”组成重叠图案），上有简化的王冠。于2019年8月启用。                                        |
|        |      | 希里万纳瓦瑞公主     | 橙色旗帜（公主的生日色），中间为王室标记（由橙色字母“ส”和黄色字母“ร”组成重叠图案），上有简化的王冠。于2019年启用。                                             |
|        |      | 提帮功王子           | 蓝色旗帜（王子的生日色），中间是王室记号（由浅蓝色字母“ท”和黄色字母“ป”组成重叠图案）。于2019年启用。                                                           |
|        |      | 西里帕朱他蓬公主     | 蓝色旗帜（公主的生日色），中间为王室标记（由天蓝色字母“ส”和粉红色字母“ภ”组成钻石形图案）。于1982年启用。                                                       |
|        |      | 阿提亚通吉迪坤公主   | 紫色旗帜（公主的生日色），中间为王室标记（由深紫色字母“อ”和浅紫色字母“ก”组成漩涡状图案）。于2016年启用。                                                       |

### 曾经使用的旗帜
| 王室旗 | 标志   | 使用对象            | 细节 | 停用原因                               |
| ------ | ------ | ------------------- | --- | -------------------------------------- |
|        |        | 普密蓬·阿杜德国王   | 黄色旗帜（国王的生日色），中间为王室标记“ภ.ป.ร.”，上有王冠。                                               | 驾崩                                   |
|        |        | 兰拍潘尼王后        | 粉红色正方形旗帜（王后的生日色），中间有王室标记“ร.พ.”，顶有王冠。                                         | 驾崩                                   |
|        |        | 诗纳卡琳王太妃      | 红色旗帜（王太妃的生日色），中间有水滴状的王室标记“ส.ว.”，頂部無簡化王冠。                                 | 驾崩                                   |
|        |        | 玛哈·哇集拉隆功王子 | 黄色旗帜（王子的生日色），中间有“ม.ว.ก.”标记，上有王冠。                                                   | 登基为国王                             |
|        |        | 帕差拉吉帝雅帕公主  | 橙色旗帜（公主的生日色），中间为王室标记（由橙色字母“พ”和黄色字母“ภ”组成重叠图案）。                       | 重新设计                               |
|        |        | 希里万纳瓦瑞公主    | 橙色旗帜（公主的生日色），中间为王室标记（由橙色字母“ส”和黄色字母“ร”组成重叠图案）。于2005年至2019年使用。 | 重新设计，在原本的基础上加了一个王冠。 |
|        |        | 佩差拉·拉差苏达公主 | 粉红色旗帜（公主的生日色），中间有“พ.ร.”标记，上有王冠。                                                   | 宾天                                   |
|        |        | 甘拉亚妮·瓦塔娜公主 | 蓝色旗帜（星期日出生，蓝色为公主喜爱的颜色，而非生日色的红色），中间有“ก.ว.”标记，上有帕轿冠。             | 宾天                                   |
|        |        | 提帮功王子          | 蓝色旗帜（王子的生日色），中间是王室记号（由浅蓝色字母“ท”和黄色字母“ป”组成重叠图案）。于2005年启用。       | 重新设计，在原本的基础上加了一个王冠。 |
|        |        | 蒙西拉米王储妃      | 橙色旗帜（王储妃的生日色），上有“ศ.ร.”标记。                                                               | 王室职位被辞去                         |
|        | 不適用 | 阿提亚通吉迪坤公主  | 纯红色旗帜（星期日代表色，但随后表示为星期六出生）                                                         | 变更为王室生日代表色                   |
|        | 不適用 | 阿提亚通吉迪坤公主  | 纯紫色旗帜。原本是红色旗帜，后来使用了代表星期六出生的紫旗。                                               | 重新设计                               |

## 注脚和引用
1. ↑  .   [2018-09-21]. （原始内容存档于2017-03-16）.
2. ↑  .   [2018-09-21]. （原始内容存档于2017-03-16）.
3. ↑  .   [2018-09-21]. （原始内容存档于2018-08-31）.
4. ↑  . 泰国网. 泰国网运营小思. 2019-05-23  [2019-05-24]. （原始内容存档于2019-05-24）.